# Émile Pinchon
 (août 2017).
Si vous disposez d'ouvrages ou d'articles de référence ou si vous connaissez des sites web de qualité traitant du thème abordé ici, merci de compléter l'article en donnant les références utiles à sa vérifiabilité et en les liant à la section « Notes et références ».
Émile Léon Clément Pinchon est un sculpteur français né à Amiens le 2 décembre 1872 et mort à Saint-Mandé le 22 avril 1933.
Il est un des frères cadets de Joseph Pinchon (1871-1953), l'auteur graphique de Bécassine.

## Biographie

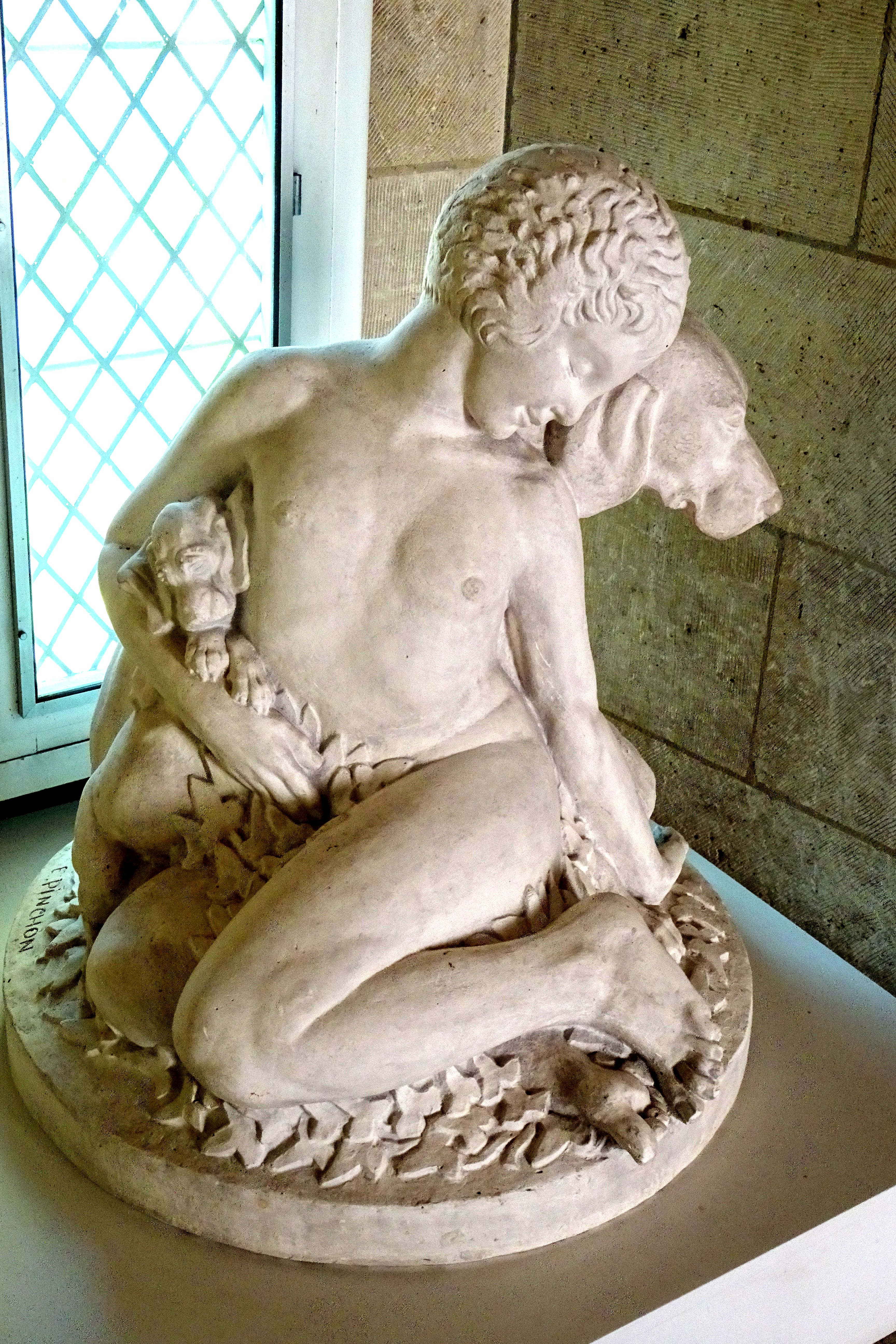
Jeune fille et ses chiens, plâtre, vers 1925, musée du Noyonnais

Après des études à Amiens, Émile Pinchon rejoint à Noyon ses parents, qui tiennent la tannerie Pinchon-Lefèvre. Puis, après avoir effectué son service militaire, il se marie à Villers-le-Sec (Aisne), le 25 octobre 1897, avec Alice Laurent, fille d’un éleveur de chevaux ; un an après, ils ont un fils, Michel, promis à une carrière de médecin, mais qui meurt en 1927.
Après les années de la Première Guerre mondiale, passées essentiellement dans des sections de camouflage (comme son frère Joseph), où il côtoya d’ailleurs d’autres artistes, il choisit de s’installer à Saint-Mandé.
Même s’il a réalisé quelques toiles, Émile Pinchon s’illustre plutôt dans le domaine de la sculpture, dès les années 1900. Il aime en particulier représenter des chevaux. Quelques-unes de ses œuvres sont conservées à Noyon, au musée du Noyonnais et à l’Historial de la Grande Guerre à Péronne.
Parmi ses œuvres d’avant-guerre, citons la maquette du monument pour la réhabilitation de Jeanne d’Arc, allégorie en plâtre conservée dans la cathédrale Notre-Dame de Noyon, et le Monument au major Otenin, en bronze, installé en 1914 sur un boulevard de Compiègne, envoyé à la fonte en 1941 par les Allemands.
Au lendemain de la Seconde Guerre mondiale, Pinchon réalise des monuments aux morts : en 1922 à La Ferté-sous-Jouarre, Le Raincy, Clermont, Bois-Colombes ; en 1925 à Noyon, en 1928 à Choisy-le-Roi, en 1930 à Chauny.
Il sculpte aussi, en collaboration avec Paul Landowski, un Monument à la fraternité franco-marocaine, érigé place de la Victoire à Casablanca en 1924, puis démonté en 1961 et réédifié à Senlis, où il est toujours en place.
Son ultime réalisation monumentale fut un ensemble de 84 panneaux (formant 42 bas-reliefs) pour l'Exposition coloniale de 1931 à Paris. Couvrant près de 500 m2 de surface, ils ont décoré les galeries du bâtiment de la Cité des informations. Quatre de ces bas-reliefs ont pu être sauvés de la destruction et sont conservés dans une salle de l’hôtel de ville de Noyon.